# Miguel de Icaza
Miguel de Icaza (Ciudad de México, 23 de noviembre de 1972) es un desarrollador mexicano de software libre. Entre sus aportaciones se encuentra la fundación del proyecto GNOME, el controlador de archivos o ficheros Midnight Commander, Gnumeric, el modelo de componentes Bonobo y la plataformas Mono y Xamarin.

## Biografía
De Icaza nació en el año de 1972 en la Ciudad de México. Su padre, Emir Alejandro, es físico y su madre bióloga. Cursó la licenciatura en Matemáticas en la facultad de ciencias de la Universidad Nacional Autónoma de México (UNAM) donde a la edad de 18 años comenzó a participar en el proyecto GNU. Su primera aportación fue el gestor de archivos o ficheros Midnight Commander. No finalizó sus estudios de licenciatura en la UNAM. 
En 1993 se le atribuyó a Miguel un ataque a la supercomputadora CRAY Y-MP de la UNAM, en el que logró obtener todos los privilegios de la misma. Usando un sniffer, logró capturar el password de root de la supercomputadora, después logró crear una cuenta cuyo nombre era "god" (dios en inglés). Teniendo acceso a la cuenta god y usando una especie de backdoor podía tener todos los privilegios de la máquina. Este incidente nunca fue sancionado, se consideró como una travesura.
Su reputación como programador le valió un viaje con gastos pagados a las oficinas de Microsoft para una entrevista de trabajo, la cual aprovechó para predicar las ventajas del software libre a la empresa fabricante de Windows. No obtuvo el empleo, pero trabó amistad con Nat Friedman, quien años más tarde se asociaría con él para fundar la empresa Helix Code (posteriormente rebautizada como Ximian) en la ciudad de Boston.
En agosto de 1997, con el apoyo del también mexicano Federico Mena, fundó el proyecto GNOME con el propósito de crear un entorno gráfico de escritorio y proveer una infraestructura sólida para el desarrollo de software libre. Su trabajo le hizo acreedor dos años después al Premio al Software Libre de la FSF y a ser reconocido como el Innovador del Año por el Instituto Tecnológico de Massachusetts.
En septiembre de 2000 la revista Time lo nombró uno de los 100 principales innovadores para el siglo XXI. Meses después anunció la creación del proyecto Mono, una reimplementación de la plataforma .NET para GNU/Linux y otros sistemas Unix.
En 2003 contrajo matrimonio con María Laura, una ciudadana brasileña. 
Fue el vicepresidente de Desarrollo en Novell (la empresa estadounidense que adquirió su compañía desde el 2003) hasta 2011, dirigiendo el proyecto Mono y participando en múltiples conferencias de difusión o promoción del software libre a nivel internacional.
En 2011 Novell es adquirida por el grupo Attachmate cerrando algunos proyectos de Novell incluidos entre ellos el proyecto Mono.
En 2011 funda la compañía Xamarin para promover el proyecto Mono, libre de la injerencia de Attachmate. Sin embargo, en julio de 2011, Novell, ahora una subsidiaria de Attachmate, anunció que concedería una licencia perpetua a Xamarin para Mono, MonoTouch y Mono para Android, tomando así Xamarin la administración oficial del proyecto.
Miguel tuvo un pequeño cameo en la película Antitrust en el 2001, y aparece en el documental "The Code", también del 2001.
Sus fuertes críticas hacia la presunta apatía del gobierno de su país en relación con la forma en la que se insertaba a México en la vida digital, tuvieron mucho eco en la comunidad tecnológica en ese país. Propuso un modelo de desarrollo basado en código abierto tanto para el acceso a la red de la comunidad en general, como de desarrollo de aplicaciones gubernamentales. En lugar de esta propuesta, el gobierno de su país decidió pagar a Microsoft para dotar de la infraestructura de software de este proyecto. Actualmente el proyecto vive en el abandono, como vaticinaba Miguel y los desarrollos de software gubernamentales no son centralizados sino individuales a cada dependencia, siendo a veces desarrollos de software libre como en servidores con Apache y PHP.

## Críticas desde la comunidad de software libre
En septiembre de 2009 Microsoft anunció su fundación de código abierto CodePlex. Miguel de Icaza fue uno de los integrantes del consejo administrativo de dicha fundación. Este hecho fue duramente criticado por Richard Stallman, que llegó a calificar a Icaza de «traidor al software libre».
De Icaza apoya el estándar de documentos Microsoft Office Open XML (OOXML), discrepando así con muchas de las críticas generalizadas en la comunidad de código abierto y software libre.

## Opinión GNU/Linux vs Mac
En marzo de 2013 anunció a través de su blog que él generalmente usaba Mac OS X en lugar de GNU/Linux en el escritorio: "Linux nunca se las arregló para cruzar el abismo de escritorio", comentó. Las razones del cambio se resumen, según De Icaza, en "la fragmentación de Linux como plataforma, las múltiples distribuciones incompatibles y las incompatibilidades entre las versiones de la misma distro". Una opinión que ha mantenido desde hace bastante tiempo, y que fue suavemente cuestionada, entre otros, por Linus Torvalds y Alan Cox.»

## Premios y reconocimientos
Miguel de Icaza ha recibido el "Free Software Foundation Award" en 1999, el "MIT Technology Review Innovator of the Year Award" en 1999, y fue nombrado uno de los 100 innovadores para el nuevo siglo de la revista Time, en septiembre de 2000.
También ha sido un defensor durante largo tiempo de integrar Mono, una implementación libre de. NET Framework de Microsoft, en GNOME. Esto ha suscitado una gran cantidad de desacuerdos debido a las patentes que Microsoft posee sobre este framework. No obstante, la liberación de .NET como Open Source por parte de Microsoft y el pasar a formar parte de Open Invention Network, libera también 60.000 patentes al uso libre, con una licencia MIT permisiva.